# Covasna
Covasna (en hongrois : Kovászna) est une petite ville du județ homonyme en Roumanie, située en Transylvanie, dans le Pays sicule.

## Politique et administration
| Période | Période  | Identité         | Étiquette | Qualité |
| ------- | -------- | ---------------- | --------- | ------- |
| 2008    | 2012     | Zsigmond Lőrincz | UDMR      |         |
| 2012    | 2016     | János Thiesz     | UDMR      |         |
| 2016    | En cours | József Gyerő     | UDMR      |         |

## Jumelages
- Nagykanizsa,  Hongrie
- Balatonfüred,  Hongrie
- Csenger,  Hongrie
- Sunne,  Suède
- Ticheru,  Grèce
- Buellas,  France